# Comté de Perry (Arkansas)
Pour les articles homonymes, voir Comté de Perry et Perry.
Le comté de Perry est un comté de l'État de l'Arkansas aux États-Unis. Son siège est Perryville. C'est un dry county.

## Démographie
Au recensement de 2010, il comptait 10 445 habitants. 
| 1850 | 1860  | 1870  | 1880  | 1890  | 1900  |
| ---- | ----- | ----- | ----- | ----- | ----- |
| 978  | 2 465 | 2 685 | 3 872 | 5 538 | 7 294 |

| 1910  | 1920  | 1930  | 1940  | 1950  | 1960  |
| ----- | ----- | ----- | ----- | ----- | ----- |
| 9 402 | 9 905 | 7 695 | 8 392 | 5 978 | 4 927 |

| 1970  | 1980  | 1990  | 2000   | 2010   | - |
| ----- | ----- | ----- | ------ | ------ | - |
| 5 634 | 7 266 | 7 969 | 10 209 | 10 445 | - |